# کوه داما علی
کوه داما علی (به لاتین: Mount Dama Ali) یک کوه در اتیوپی است که در منطقه اداری ۱ (عفر) واقع شده‌است. کوه داما علی ۱٬۰۶۸ متر بالاتر از سطح دریا واقع شده‌است.